# Dick MacNeill
Richard ("Dick") MacNeill  (Pasuruan, Nederlands-Indië, 7 januari 1898 – Heemstede, 3 juni 1963) was een Nederlands voetballer die als doelman speelde. Hij speelde gedurende zijn carrière voor HVV en kwam zeven maal uit voor het Nederlands voetbalelftal.
In 1920 speelde MacNeill zeven wedstrijden voor het Nederlands voetbalelftal en hij nam deel aan de Olympische Zomerspelen in 1920 waarbij Nederland de bronzen medaille won. Hij was ook bekend als Robert MacNeill.
Zijn zoon Ric MacNeill speelde voetbal in de jaren 1940 bij HFC.